# Moona
Moona ou Moon'A, née vers 1995,, est une rappeuse française. 
Moona interprète le rôle principal de la série Diana Boss produite par Sébastien Folin et Olivier Drouot pour France 2.

## Biographie
Moona est d’origine marocaine. Elle est la plus jeune d'une fratrie de 4 enfants. Elle a grandi à Châtenay-Malabry (Hauts-de-Seine) puis à Athis-Mons, dans l’Essonne.
Elle est influencée par les rappeurs qu'écoutaient ses 3 frères, dont Fonky Family, NTM, Rohff, LIM, la Mafia K'1 Fry et Booba.
Elle écrit ses premiers textes dès l'âge de 9 ans.

## Discographie

### Singles
- 2018 : Athena
- 2018 : Zoner
- 2018 : 3e doigt
- 2019 : Mamma mia[5]
- 2021 : Ryuk[6]
- 2021 : Validée

## Filmographie
- 2021 : Diana Boss (série écrite par Marion Séclin et Niels Rahou) - Malika / Diana Boss